# Saint-Léonard (Nouveau-Brunswick)
Pour les articles homonymes, voir Saint-Léonard.
Saint-Léonard est une ancienne ville du Nouveau-Brunswick, au Canada. Elle fait partie de la ville de Vallée-des-Rivières depuis la réforme de la gouvernance locale du 1er janvier 2023. La ville comptait 1 343 habitants en 2011.

## Toponyme
Saint-Léonard est nommé ainsi en l'honneur de Leonard Coombs, un colon arrivé vers 1840.

## Géographie

Situation de Saint-Léonard dans le comté de Madawaska.

### Situation
Saint-Léonard est situé sur la rive gauche (est) du fleuve Saint-Jean, dans le comté de Madawaska, à 40 kilomètres de route au sud-est d'Edmundston.
La ville de Saint-Léonard forme une enclave dans la paroisse de Saint-Léonard. L'État américain du Maine s'étend sur la rive opposé du fleuve. La ville de Van Buren fait face à Saint-Léonard et les deux villes sont reliées par le pont Saint-Léonard–Van Buren.
Saint-Léonard est généralement considérée comme faisant partie de l'Acadie, quoique l'appartenance des Brayons à l'Acadie fasse l'objet d'un débat.

### Logement
La ville comptait 568 logements privés en 2006, dont 540 occupés par des résidents habituels. Parmi ces logements, 70,4 % sont individuels, 2,8 % sont jumelés, 1,9 % sont en rangée, 1,9 % sont des appartements ou duplex et 23,1 % sont des immeubles de moins de 5 étages. 63,9 % des logements sont possédés alors que 36,1 % sont loués. 74,1 % ont été construits avant 1986 et 10,2 % ont besoin de réparations majeures. Les logements comptent en moyenne 5,7 pièces et 1,9 % des logements comptent plus d'une personne habitant par pièce. Les logements possédés ont une valeur moyenne de 89 028 $, comparativement à 119 549 $ pour la province.

## Histoire
La ville est fondée par des Acadiens à la fin du XVIIIe siècle mais elle se développe véritablement qu'à partir du milieu du XIXe siècle. L'économie, d'abord basée sur l'agriculture, se diversifie dans l'exploitation forestière.
La construction du chemin de fer Restigouche and Western, entre Tide Head et Saint-Léonard, commence en 1898. Les travaux sont ralentis en raison du terrain difficile et du manque de fonds et le chemin de fer International prend le contrôle de la ligne en 1906. Les travaux sont terminés en 1910.
Saint-Léonard est constitué en municipalité le 18 juin 1920.
La Caisse populaire de Saint-Léonard est fondée en 1946.
Le chemin de fer International est abandonné en 1989. La caisse populaire fusionne ensuite avec celle de Grand-Sault pour former la Caisse populaire La Vallée. Cette dernière fusionne avec la Caisse populaire Les Chutes en 2003 pour former la Caisse populaire La Vallée de l'Érable. L'école Grande-Rivière est inaugurée la même année.
Le nom officiel de la ville, qui était auparavant "Town of St. Leonard", est changé pour "Saint-Léonard" le 9 septembre 2009.
Saint-Léonard est l'une des localités organisatrices du Ve Congrès mondial acadien en 2014.

## Démographie
(juillet 2016).
La ville comptait 1 039 habitants en 2006, soit une baisse de 2,0 % en 5 ans. Il y a en tout 380 ménages dont 335 familles. Les ménages comptent en moyenne 2,6 personnes tandis que les familles comptent en moyenne 2,9 personnes. Les ménages sont composés de couples avec enfants dans 38,2 % des cas, de couples sans enfants dans 36,8 % des cas et de personnes seules dans 13,2 % des cas alors que 13,2 % des ménages entrent dans la catégorie autres (familles monoparentales, colocataires, etc.). 70,1 % des familles comptent un couple marié, 13,4 % comptent un couple en union libre et 14,9 % sont monoparentales. Dans ces dernières, une femme est le parent dans 90,0 % des cas. L'âge médian est de 40,9 ans, comparativement à 41,5 ans pour la province. 84,1 % de la population est âgée de plus de 15 ans, comparativement à 83,8 % pour la province. Les femmes représentent 48,6 % de la population, comparativement à 51,3 % pour la province. Chez les plus de 15 ans, 35,8 % sont célibataires, 51,7 % sont mariés, 4,0 % sont séparés, 4,0 % sont divorcés et 5,1 % sont veufs. De plus, 13,7 % vivent en union libre.
| 1981  | 1986  | 1991  | 1996  | 2001  | 2006  | 2011  |
| ----- | ----- | ----- | ----- | ----- | ----- | ----- |
| 1 566 | 1 512 | 1 545 | 1 450 | 1 385 | 1 352 | 1 343 |

| 2016  | - | - | - | - | - | - |
| ----- | - | - | - | - | - | - |
| 1 300 | - | - | - | - | - | - |

Les autochtones représentent 2,0 % de la population et 2,4 % des habitants font partie d'une minorité visible. Les immigrants représentent 4,9 % de la population et il n'y a aucun résidents permanents. 1,0 % des habitants ne sont pas citoyens canadiens et 92,5 % des habitants âgés de plus de 15 ans sont issus de familles établies au Canada depuis trois générations ou plus. En date du 16 mai 2006, 94,0 % des gens avaient la même adresse depuis au moins un an alors que 2,5 % habitaient auparavant ailleurs dans la même ville, que 3,0 % habitaient ailleurs dans la province, que personne n'habitait ailleurs au pays et que 1,0 % habitaient ailleurs dans le monde. À la même date, 81,1 % des gens avaient la même adresse depuis au moins cinq ans alors que 8,2 % habitaient auparavant ailleurs dans la même ville, que 8,2 % habitaient ailleurs dans la province, que personne habitaient ailleurs au pays et que 2,6 % habitaient ailleurs dans le monde.
La langue maternelle est le français chez 93,7 % des habitants, l'anglais chez 2,4 % et les deux langues chez 1,5 % alors que 2,4 % sont allophones. Les deux langues officielles sont comprises par 75,0 % de la population alors que 24,5 % des habitants sont unilingues francophones, que 1,0 % sont unilingues anglophones et que 0,0 % ne connaissent ni l'anglais ni le français. Le français est parlé à la maison par 92,2 % des gens, l'anglais par 3,9 %, les deux langues officielles par 2,0 % et une langue non officielle seule par 1,5 %. Le français est utilisé au travail par 78,0 % des travailleurs et l'anglais par 17,8 % alors que 4,2 % des travailleurs utilisent les deux langues officielles.
Chez les plus de 15 ans, 36,8 % n'ont aucun certificat, diplôme ou grade, 24,7 % ont uniquement un diplôme d'études secondaires ou l'équivalent et 38,5 % détiennent aussi un certificat, un diplôme ou un grade post-secondaire; par comparaison, ces taux s'élèvent à 29,4 %, 26,0 % et 44,6 % au provincial. Parmi la même tranche d'âge, 11,5 % des gens possèdent un diplôme d'un programme d'un an au CCNB ou l'équivalent, 15,5 % détiennent un diplôme d'un programme de trois ans au CCNB ou l'équivalent, 0,0 % ont un diplôme ou un certificat universitaire inférieur au baccalauréat et 11,5 % ont un certificat, un diplôme ou un grade universitaire plus élevé. Parmi ces diplômés, 7,5 % sont formés en enseignement, 0,0 % en arts ou en communications, 0,0 % en sciences humaines, 7,5 % en sciences sociales ou en droit, 16,4 % en commerce, en gestion ou en administration, 0,0 % en sciences et technologies, 0,0 % en mathématiques ou en informatique, 37,3 % en architecture, en génie ou dans des domaines connexes, 7,5 % en agriculture, en ressources naturelles ou en conservation, 16,4 % en santé, parcs, récréation ou conditionnement physique et 3,0 % en services personnels, de protection ou de transport. Les diplômés post-secondaires ont terminé leurs études à l'extérieur du pays dans 10,6 % des cas.

## Économie

### Travail et revenu
Le recensement de 2006 de Statistique Canada fournit aussi des données sur l'économie. Chez les habitants âgés de plus de 15 ans, le taux d'activité était alors de 55,6 %, le taux d'emploi était de 48,6 % et le taux de chômage était de 13,4 % ; à titre de comparaison, ceux de la province étaient respectivement de 63,7 %, 57,3 % et 10,0 %.
Chez les personnes âgées de 15 ans et plus, 545 ont déclaré des gains et 990 ont déclaré un revenu en 2005. 92,6 % avaient aussi déclaré des heures de travail non rémunérées. Le revenu médian s'élevait alors à 17 729 $ avant et à 17 260 $ après impôt, comparativement à la moyenne provinciale de 22 000 $ avant et 20 063 $ après impôt; les femmes gagnaient en moyenne 2 591 $ de moins que les hommes après impôt, soit 14 669 $. En moyenne, 63,4 % du revenu provenait de gains, 25,8 % de transferts gouvernementaux et 10,7 % d'autres sources. 18,1 % de toutes les personnes dans les ménages avaient un faible revenu après impôt, une proportion montant à 27,3 % pour les moins de 18 ans.
Parmi la population active occupée, 2,9 % des gens travaillaient à domicile, aucun travaillaient à l'extérieur du pays, 14,6 % n'avaient pas de lieu de travail fixe et 82,5 % avaient un lieu de travail fixe. Parmi les travailleurs ayant un lieu de travail fixe, 47,1 % travaillaient en ville, 22,4 % travaillaient ailleurs dans le comté, 31,8 % travaillaient dans un autre comté et aucun travaillaient dans une autre province.

### Principaux secteurs

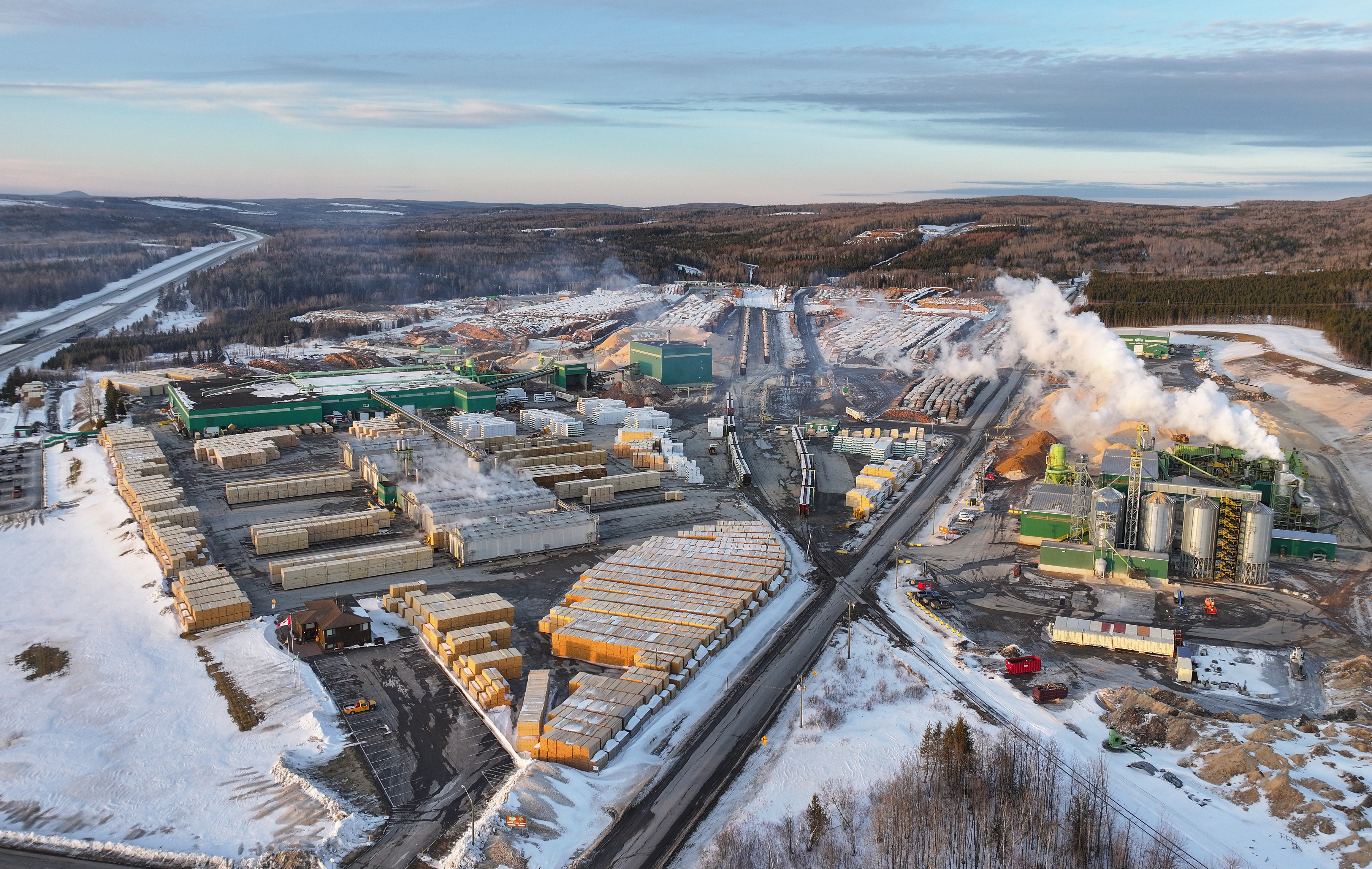
La scierie J.D. Irving.

En 2006, on dénombrait 3,4 % des emplois dans l'agriculture, la pêche et les autres ressources, 3,4 % dans la construction, 19,0 % dans la fabrication, aucun dans le commerce de gros, 12,1 % dans le commerce de détail, 2,6 % dans la finance et l'immobilier, 14,7 % dans la santé et les services sociaux, 4,3 % dans l'éducation, 12,9 % dans les services de commerce et 25,9 % dans les autres services.
J.D. Irving exploite une scierie à Saint-Léonard, traitant le bois résineux (mou). Une scierie est exploitée par la même entreprise dans la localité limitrophe de Veener, alors que les usines d'Edmundston et de Grand-Sault procurent beaucoup d'emplois à la région. Beaucoup de commerces ont fermé durant les années 2000 et de nombreuses maisons sont en vente[réf. nécessaire].
Entreprise Grand-Sault, membre du Réseau Entreprise, a la responsabilité du développement économique.

## Administration
(juillet 2016).

### Conseil municipal
Le conseil municipal est formé d'un maire et de 5 conseillers.
Le conseil municipal actuel est élu lors de l'élection quadriennale du 10 mai 2016.
Anciens conseils municipaux
Le conseil municipal précédent est élu lors de l'élection quadriennale du 14 mai 2012. Le second dépouillement du 25 mai suivant confirme l'élection du conseiller Guy Michaud face à Céline Ouellette et Connie Pelletier-Tardif.
| Mandat      | Fonctions   | Nom(s)                                                                 |
| ----------- | ----------- | ---------------------------------------------------------------------- |
| 2012 - 2016 | Maire       | Carmel St-Amand                                                        |
| 2012 - 2016 | Conseillers | Kenneth Akerley, Gail Dubé, Guy Michaud, Luc Martin et Roland Michaud. |

| Mandat      | Fonctions   | Nom(s)                                                                                    |
| ----------- | ----------- | ----------------------------------------------------------------------------------------- |
| 2008 - 2012 | Maire       | Carmel St-Amand                                                                           |
| 2008 - 2012 | Conseillers | Kenneth Akerley, Céline Ouellette, Connie Pelletier-Tardif, Luc Martin et Roland Michaud. |

| Période                                  | Période  | Identité              | Étiquette | Qualité |
| ---------------------------------------- | -------- | --------------------- | --------- | ------- |
| 2008                                     | en cours | Carmel St-Amand       |           |         |
| 1998                                     | 2008     | Roland Martin         |           |         |
| 1995                                     | 1998     | Huguette Plourde      |           |         |
|                                          |          |                       |           |         |
| 1976                                     | 1979     | Fernand Rino Lapointe |           |         |
| 1974                                     | 1976     |                       |           |         |
| 1971                                     | 1974     | Fernand Rino Lapointe |           |         |
| 1969                                     | 1971     | Roger W. Lévesque     |           |         |
| Les données manquantes sont à compléter. |          |                       |           |         |

### Commission de services régionaux
Saint-Léonard fait partie de la Région 1, une commissions de services régionaux (CSR) devant commencer officiellement ses activités le 1er janvier 2013. Saint-Léonard est représenté au conseil par son maire. Les services obligatoirement offerts par les CSR sont l'aménagement régional, la gestion des déchets solides, la planification des mesures d'urgence ainsi que la collaboration en matière de services de police, la planification et le partage des coûts des infrastructures régionales de sport, de loisirs et de culture; d'autres services pourraient s'ajouter à cette liste.

### Représentation et tendances politiques
Saint-Léonard est membre de l'Association francophone des municipalités du Nouveau-Brunswick.
 Nouveau-Brunswick: Saint-Léonard fait partie de la circonscription provinciale de Restigouche-La-Vallée, qui est représentée à l'Assemblée législative du Nouveau-Brunswick par Martine Coulombe, du Parti progressiste-conservateur. Elle fut élue le 27 septembre 2010 et fut nommée le 12 octobre suivant, Ministre de l'Éducation postsecondaire, de la Formation et du Travail.
 Canada: Saint-Léonard fait partie de la circonscription fédérale de Madawaska—Restigouche, qui est représentée à la Chambre des communes du Canada par Bernard Valcourt, du Parti conservateur. Il a servi comme député de la circonscription de Madawaska-Vioctoria de 1984 à 1993. Il fut réélu le 2 mai 2011, lors de la 41e élection générale, et fut nommé le 18 mai suivant, Ministre d'État (Agence de promotion économique du Canada atlantique)  (de la Francophonie).

## Vivre à Saint-Léonard

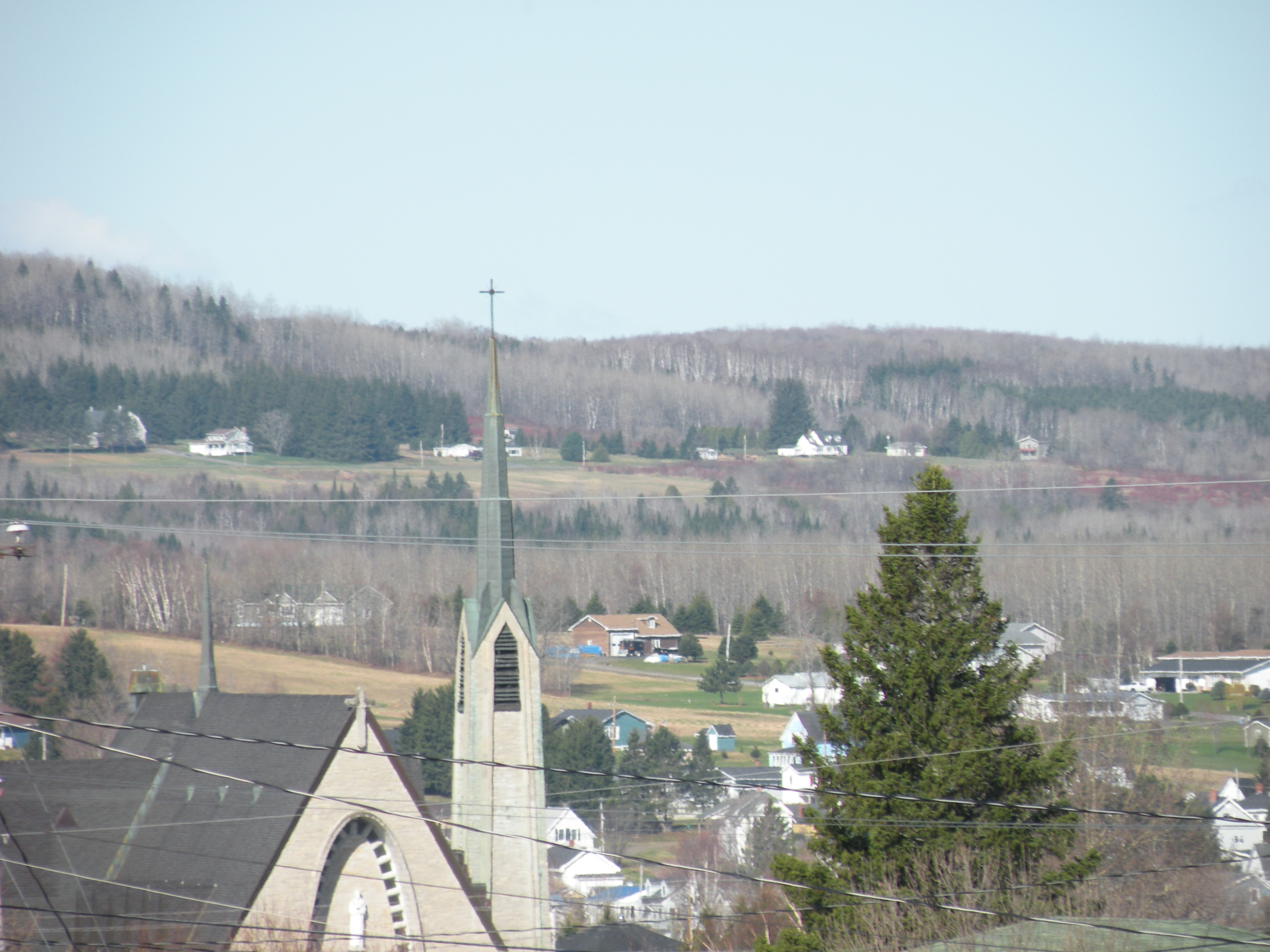
L'église Saint-Léonard-de-Port-Maurice.

### Éducation
L’école Grande-Rivière accueille les élèves de la maternelle à la 12e année. C'est une école publique francophone faisant partie du district scolaire #3.
Saint-Léonard possède la bibliothèque publique Dr-Lorne-J.-Violette.

### Autres services publics
La ville possède aussi un bureau de poste, une caserne de pompiers, un poste d'Ambulance Nouveau-Brunswick et un poste de la Gendarmerie royale du Canada, qui dépend du district 10, dont le bureau principal est situé à Grand-Sault. Il y a aussi un foyer de soins agréés, le Foyer Notre-Dame de Saint-Léonard.
Saint-Léonard possède un aéroport public, dont le code OACI est CYSL et le code OACI est YSL. Il possède une piste en asphalte longue de 4 000 pieds.
L'église Saint-Léonard-de-Port-Maurice est une église catholique romaine faisant partie du diocèse d'Edmundston.
Les francophones bénéficient du quotidien L'Acadie nouvelle, publié à Caraquet, ainsi qu'à l'hebdomadaire L'Étoile, de Dieppe. Ils ont aussi accès à l'hebdomadaire La Cataracte de Grand-Sault et aux hebdomadaires Le Madawaska et La République, d'Edmundston. Les anglophones bénéficient des quotidiens Telegraph-Journal, publié à Saint-Jean, et The Daily Gleaner, publié à Fredericton.

## Culture

### Langues
Selon la Loi sur les langues officielles, Saint-Léonard est officiellement francophone puisque moins de 20 % de la population parle l'anglais.

### Personnalités
- Clarence Bourgoin (1946-), peintre, né à Saint-Léonard ;
- Daniel Daigle (1939-), homme politique, né à Saint-Léonard;
- Everard Daigle (1925-2022), homme d'affaires et homme politique, né à Saint-Léonard;
- Annie Pineault-Michaud (1973-), écrivaine, née à Saint-Léonard ;
- Pius Michaud (1870-1956), avocat et homme politique, né à Saint-Léonard ;
- Percy Mockler (1949-), homme politique, né à Saint-Léonard ;
- Épiphane Nadeau, homme d'affaires et homme politique, né à Saint-Léonard;
- Fernand Nadeau, comptable agréé et homme politique, né à Saint-Léonard;
- Lorne Joseph Violette (1884-19??), homme politique, né à Saint-Léonard;
- Louis Lebel, avocat, notaire et homme politique, né à Saint-Léonard.

### Artisanats
Les Tisserands du Madawaska produisaient des napperons et des vêtements.